# Tündérek (film, 1999)
A Tündérek (eredeti cím: Faeries) 1999-ben bemutatott brit 2D-s számítógépes animációs fantasyfilm, amelyet Jocelyn Stevenson forgatókönyvéből Gary Hurst rendezett. A főszereplők eredeti hangjait Kate Winslet, Jeremy Irons, Dougray Scott, Charlotte Coleman és Jane Horrocks kölcsönzi.
Az Egyesült Királyságban 1999. július 9-én debütált, majd 2001. december 31-én DVD-n is kiadták. Magyarországon 2014. augusztus 30-án a Minimax-on sugározták először a televízióban.

## Ismertető
Réges-régen tündérek éltek, valamerre messze, túl az üveghegyen is. A mese varázslatos, amelyben Nelli és George a főhős, akik a szüleikkel kiköltöznek vidékre, egy kis házba. George barangolás közben megfeledkezik a közelben levő erdőről, amelyben észrevétlenül sok tündér él. Mindaddig játszadozik, mígnem ott marad Tündérországban. Belekóstol a tündéri ételekbe, italokba. Ezen a helyen több új barátra lel. A kicsi tündérek a legjobb barátai, akiknek neve, Hammó, Csereszke, Hukabi és Csillagfény. Nelli, a húga elindul, hogy megkeresse őt, és eközben ő is megtalálja a tündérek erdőjét. Ezennel egyenesen a Tündérországi herceghez siet. Rádöbben, hogy a tündértörvény előír egy olyan törvényt, ha valaki Tündérországban jár, és megkóstolja a tündéri ételeket-italokat, nem térhet haza, a földi otthonába. Azonban ez a probléma megoldódik, mer Seprencs a házi kobold Nelli igazi barátja lesz, és hazajuttatja őt a bátyjával együtt.

## Szereplők
- Kate Winslet – Brigid
- Jeremy Irons – Alakváltó
- Dougray Scott – Albrecht tündérherceg
- Charlotte Coleman – Merrivale
- Jane Horrocks – Huccaby
- June Whitfield – Mrs. Lucy Coombs
- John Sessions – Chudley
- Tony Robinson – Broom